# Selabatu
Selabatu is een bestuurslaag in het regentschap Kota Sukabumi van de provincie West-Java, Indonesië. Selabatu telt 9201 inwoners (volkstelling 2010).